# Tossegölen
Tossegölen är en sjö i Hylte kommun i Halland och ingår i Nissans huvudavrinningsområde.